# コールド マウンテン
『コールド マウンテン』（原題: Cold Mountain）は、2003年製作のアメリカ映画。
南北戦争を背景にした純愛ドラマ。原作はチャールズ・フレイジャーの同名小説。
この映画でレネー・ゼルウィガーがアカデミー助演女優賞やゴールデングローブ賞 助演女優賞、 英国アカデミー賞 助演女優賞などを受賞し、主演のジュード・ロウはアカデミー主演男優賞、ニコール・キッドマンはゴールデングローブ賞 主演女優賞 (ドラマ部門)にノミネートされた。

## ストーリー
1864年のアメリカ。南北戦争は終末に近づき、ヴァージニア州ピッツバーグで戦う南軍は壊滅状態にあった。負傷しつつ、故郷コールドマウンテンで待つ恋人エイダを想う南軍兵士インマン。
3年前にノースカロライナ州の田園地帯コールドマウンテンに赴任した老牧師は、都会育ちの上品な令嬢エイダを連れていた。地元の若者インマンと愛し合うが、キスをしただけで彼の出征を見送るエイダ。
父が亡くなり、困窮の末に屋敷に一人で取り残されるエイダ。ピアノを弾く以外は家事も出来ないエイダのために、親切な隣人が村娘のルビーを派遣した。ルビーから教わり畑仕事に励むエイダ。
病院で、半年も前のエイダの手紙を受け取るインマン。帰って来て欲しいというエイダの言葉に従って軍を脱走したインマンは、遠いコールドマウンテンを目指して歩き出した。脱走兵として銃殺される危険を冒しつつ、様々な人々と交流して故郷を目指すインマン。
南軍に参加せず故郷に残った男のうちで力のある者は、義勇兵と名乗って農民を支配し、脱走兵を狩っていた。コールドマウンテンで密かに帰った脱走兵を殺し、親も殺害して農場を没収する元地主のティーグ。
エイダの屋敷の食料庫に盗みに入り、罠にかかるルビーの父親シューズ。ルビーに辛くあたった親であり脱走兵のシューズを屋敷から追い出すルビー。それでもコートを与えるなど交流するが、シューズは山でティーグに見つかり撃ち倒された。
シューズの遺体を探しに行ってインマンと出会うエイダとルビー。シューズも手当てを受けて命拾いした。屋敷に帰る途中でティーグたちと遭遇し、銃撃戦の末に義勇兵を討ち果たすインマン。だが、インマンも命を落とした。
戦後、エイダはインマンとの間に授かった愛娘を育て、ルビーたち仲間と農場で静かに暮らし続けた。

## キャスト
| 役名                   | 俳優                           | 日本語吹替                                                                                | 日本語吹替                                                                     | 日本語吹替                 |
| 役名                   | 俳優                           | ソフト版                                                                                  | テレビ東京版                                                                   | Netflix版                  |
| ---------------------- | ------------------------------ | ----------------------------------------------------------------------------------------- | ------------------------------------------------------------------------------ | -------------------------- |
| インマン               | ジュード・ロウ                 | 森川智之                                                                                  | 平田広明                                                                       | 高橋広樹                   |
| エイダ・モンロー       | ニコール・キッドマン           | 鈴木ほのか                                                                                | 岡寛恵                                                                         | 深見梨加                   |
| ルビー・シューズ       | レネー・ゼルウィガー           | 高乃麗                                                                                    | 朴璐美                                                                         | 高乃麗                     |
| マディ                 | アイリーン・アトキンス         | 麻生美代子                                                                                | 藤波京子                                                                       | 北林早苗                   |
| スタブロッド・シューズ | ブレンダン・グリーソン         | 宝亀克寿                                                                                  | 西村知道                                                                       | 菊池康弘                   |
| ヴィージー牧師         | フィリップ・シーモア・ホフマン | 中村秀利                                                                                  | 後藤哲夫                                                                       | 西垣俊作                   |
| セーラ                 | ナタリー・ポートマン           | 高橋理恵子                                                                                | 坂本真綾                                                                       | 山口立花子                 |
| ジュニア               | ジョヴァンニ・リビシ           | 檀臣幸                                                                                    | 小森創介                                                                       | おおしたこうた             |
| モンロー牧師           | ドナルド・サザーランド         | 池田勝                                                                                    | 家弓家正                                                                       | 柴田秀勝                   |
| ティーグ               | レイ・ウィンストン             | 佐々木梅治                                                                                | 菅生隆之                                                                       | 野仲イサオ                 |
| サリー・スワンガー     | キャシー・ベイカー             | 小宮和枝                                                                                  | 唐沢潤                                                                         | 浅井晴美                   |
| エスコー・スワンガー   | ジェームズ・ギャモン           | 稲葉実                                                                                    | 福田信昭                                                                       | 真田雅隆                   |
| ボジー                 | チャーリー・ハナム             | 川島得愛                                                                                  | 檀臣幸                                                                         | 岩﨑洋介                   |
| ジョージア             | ジャック・ホワイト             | 楠大典                                                                                    | 土田大                                                                         | 高野憲太朗                 |
| パングル               | イーサン・サプリー             |                                                                                           | 遠藤純一                                                                       | 高橋ちんねん               |
| 渡し舟の少女           | ジェナ・マローン               | 魏涼子                                                                                    |                                                                                | 秋元うらら                 |
| ライラ                 | メローラ・ウォルターズ         | 加藤優子                                                                                  | 斎藤恵理                                                                       | 野々山恵梨                 |
| オークリー             | ルーカス・ブラック             | 村治学                                                                                    | 土田大                                                                         | 中村勘                     |
| シャイラ               | タリン・マニング               |                                                                                           |                                                                                | 本田和希                   |
| モーガン夫人           | エミリー・デシャネル           |                                                                                           |                                                                                | 森山このみ                 |
| カースルレー夫人       | ロビン・マリンズ               |                                                                                           |                                                                                | 北村幸子                   |
| ローク                 | ベン・アリソン                 |                                                                                           |                                                                                | 佐々木祐介                 |
| ブッチャー             | トレイ・ハウエル               |                                                                                           |                                                                                | 竹内想                     |
| スイマー               | ジェイ・タヴァレ               | 星野充昭                                                                                  | 樫井笙人                                                                       | 相樂真太郎                 |
| アクトン・スワンガー   | クリス・フェンネル             |                                                                                           |                                                                                | 長谷部忠                   |
| エリス・スワンガー     | エリック・スミス               |                                                                                           |                                                                                | 江原実                     |
| ニム                   | リチャード・ブレイク           |                                                                                           | 仲野裕                                                                         |                            |
| バードルフ             | キリアン・マーフィー           | 川島得愛                                                                                  | 滝知史                                                                         |                            |
| ドリー                 | ジェン・アプガー               |                                                                                           |                                                                                | 高橋佳那子                 |
| ジョー                 | レオナルド・ウッドコック       |                                                                                           |                                                                                | 入倉敬介                   |
| バイオリン男           |                                |                                                                                           |                                                                                | 對馬芳哲                   |
| 将校                   |                                |                                                                                           |                                                                                | 庄司然                     |
| その他                 | N/A                            | - 伊藤栄次 - 久保田民絵 - 北川勝博 - 川村拓央 - 水内清光 - 加藤優子 - 浅井晴美 - 斎藤恵理 | - 松本大 - 多田野曜平 - 上田純子 - 米澤円 - 宮寺智子 - 八十川真由野 - 藤堂まり | N/A                        |
| 日本語版制作スタッフ   |                                |                                                                                           |                                                                                |                            |
| 演出                   | 演出                           | 松岡裕紀                                                                                  | 向山宏志                                                                       | 松本沙季                   |
| 翻訳                   | 翻訳                           | 原口真由美                                                                                | 桜井裕子                                                                       | 安本熙生                   |
| 録音・調整             | 録音・調整                     | 上村利秋                                                                                  | 金谷和美                                                                       |                            |
| 効果                   | 効果                           |                                                                                           | リレーション                                                                   | 恵比須弘和                 |
| 録音制作               | 録音制作                       | スタジオ・エコー                                                                          |                                                                                |                            |
| 配給                   | 配給                           |                                                                                           | 東宝東和                                                                       |                            |
| 制作担当               | 制作担当                       | 山本千絵子                                                                                | 宇出喜美 (ニュージャパン フィルム)                                             |                            |
| プロデューサー         | プロデューサー                 |                                                                                           | - 渡邉一仁 - 遠藤幸子 - 五十嵐智之                                             |                            |
| 制作                   | 制作                           | Disney Character Voices International, Inc.                                               | テレビ東京 ニュージャパン フィルム                                             | BTI Studios メディアゲート |

- ソフト版吹替 - VHS・DVD・BD収録
- テレビ東京版吹替 - 初回放送2007年10月4日『木曜洋画劇場』（21:00-23:14）
- Netflix版吹替 - 2017年よりNetflixにて配信

## 評価
レビュー・アグリゲーターのRotten Tomatoesでは231件のレビューで支持率は70%、平均点は6.70/10となった。Metacriticでは41件のレビューを基に加重平均値が73/100となった。

## 主な受賞
- アカデミー賞
  - 助演女優賞（レネー・ゼルウィガー）
- ゴールデン・グローブ賞
  - 助演女優賞（レネー・ゼルウィガー）
  - ドラマ部門主演男優賞ノミネート（ジュード・ロウ）
  - ドラマ部門主演女優賞ノミネート（ニコール・キッドマン）
- 英国アカデミー賞
  - 助演女優賞（レネー・ゼルウィガー）
  - 作曲賞（ガブリエル・ヤレド）
- クリティクス・チョイス・アワード
  - 主演女優賞ノミネート（ニコール・キッドマン）
- ロンドン映画批評家協会賞
  - 主演女優賞ノミネート（ニコール・キッドマン）
- ラスベガス映画批評家協会賞
  - 主演女優賞ノミネート（ニコール・キッドマン）
- ダラス・フォートワース映画批評家協会賞
  - 主演女優賞ノミネート（ニコール・キッドマン）

## メモ
- W・P・インマンという人物は実在した人物で、アメリカ連合国の兵士であったが2度脱走したという。
- コールドマウンテンという場所はノースカロライナ州ヘイウッド郡に存在するが、舞台となった村は架空の村である。
- ノースカロライナ州が舞台であるが、撮影のほとんどはルーマニアで行われた。